# Trechus capito
Espèce
Trechus capito est une espèce fossile d'insectes coléoptères de la famille des Carabidae.

## Classification
L'espèce Trechus capito est décrite par le paléontologue et entomologiste allemand Bruno Förster (1852-1924) en 1891,.

### Ajout d'un fossile en 1937
En 1937 le paléontologue français Nicolas Théobald (1903-1981) ajoute un fossile de Kleinkembs de la collection Mieg conservé au muséum de Bâle,.

### Fossiles
Selon Paleobiology Database en 2023, deux collections de fossiles sont référencées, du Rupélien de l'Oligocène de France à Kleinkembs et d'Allemagne de Brunstatt,.

### Étymologie
L'épithète spécifique latine capito signifie « compris ».

## Description

### Caractères
« Förster a décrit et figuré un exemplaire de Brunstatt. La collection Mieg de Kleinkembs en renferme un échantillon (R178). ».

### Dimensions
La longueur totale est de 3,75 mm.

## Galerie
- Quelques espèces vivantes du genre Trechus
- Trechus alpicola.
- Trechus apicalis.
- Trechus austriacus.
- Trechus obtusus.
- Trechus rubens.
- Trechus splendens.

### Publication originale
- [1891] (de) B. Förster, « Die Insekten der "Plattigen Steinmergels" von Brunstatt », Abhandlungen zur Geologischen Specialkarte von Elsass-Lothringen, Strasbourg, vol. 3,‎ 1891, p. 333-594 (ISSN 1256-4338, lire en ligne). .